# Espíritu salvaje
Espiritu salvaje fue un programa de televisión de España que se emitía el domingo, a las 21h30, en Cuatro de Mediaset España. El programa se estrenó el 9 de julio de 2017 a cargo de la familia Canela-Margarit compuesta por Andoni, Meritxell, Unai y Amaia.

## Formato
Documental en el que la familia integrada por el fotógrafo Andoni Canela, su esposa Meritxell Margarit y sus hijos Unai de 12 años y Amaia de 5 recorren los cinco continentes, a la búsqueda de las mejores fotografías de fauna salvaje en vías de extinción. Paralelamente, a modo de docu-reality, se muestran las peripecias de la convivencia familiar. El narrador e hilo conductor es el hijo mayor de la familia, Unai, de 13 años de edad.

## Lista de programas
| Programa | Destino/Animal                         | Fecha de emisión     | Audiencia      | Ref    |
| -------- | -------------------------------------- | -------------------- | -------------- | ------ |
| 1        | Namibia - Rinoceronte africano         | 9 de julio de 2017   | 770 000 (5,8%) | [ 4 ]  |
| 2        | Canadá - Oso Grizzly                   | 16 de julio de 2017  | 739 000 (5,5%) | [ 5 ]  |
| 3        | México - Tortugas marinas              | 30 de julio de 2017  | 528 000 (4,2%) | [ 6 ]  |
| 4        | India - Tigre de Bengala               | 6 de agosto de 2017  | 558 000 (4,8%) | [ 7 ]  |
| 5        | Australia - Wallabi de patas amarillas | 13 de agosto de 2017 | 376 000 (2,9%) | [ 8 ]  |
| 6        | España - Quebrantahuesos               | 20 de agosto de 2017 | 421 000 (3,5%) | [ 9 ]  |
| 7        | Groenlandia - Buey almizclero          | 27 de agosto de 2017 | 511 000 (3,9%) | [ 10 ] |

### Espíritu salvaje(2017)
| Temporada                     | Fecha | Programas | Cadena | Espectadores | Share |
| ----------------------------- | ----- | --------- | ------ | ------------ | ----- |
| Temporada 1: Espíritu salvaje | 2017  | 7         | Cuatro | 558 000      | 4,4%  |